# Eliasz II (hospodar mołdawski)
Eliasz II (rum. Iliaș Rareș; ur. ok. 1531, zm. 1562) – hospodar Mołdawii w latach 1546–1551 z rodu Muszatowiczów.
Był synem hospodara Piotra III Raresza. Objął tron mołdawski po śmierci swojego ojca w 1546. Podczas swojego panowania zmagał się ze spiskami bojarskimi, wspieranymi m.in. przez Polskę. W celu wzmocnienia swej władzy podjął próbę opodatkowania dóbr kościelnych, co spotkało się z dużym oporem. W tej sytuacji zbiegł w 1551 do Turcji, gdzie przyjął islam i został mianowany paszą Silistrii. Zmarł w Syrii.